# Együd István

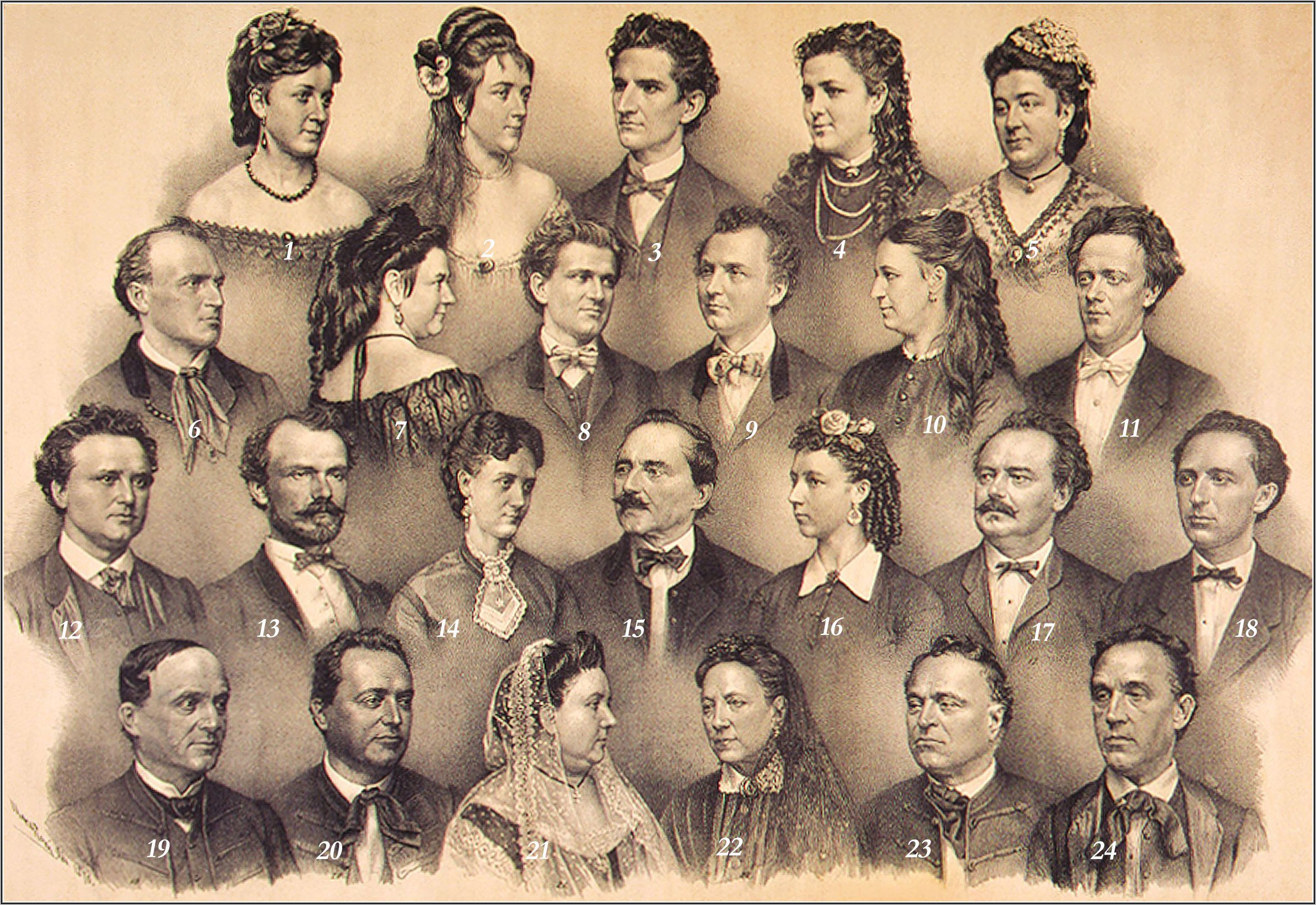
Az 1870-es debreceni színtársulatról készített tablón sorrendben a következő színészek láthatók: 1. Szakáll Róza (1848–1926); 2. Tannerné Szabó Róza, később Erkel Sándorné (1850–1922); 3. Bercsényi Béla (1844–1901); 4. Blaha Lujza (1850–1926); 5. Mándoky Béláné [Presly] Morzsai Emma (1844–1923); 6. Rónai Gyula (1828–1874); 7. Hetényi Laura, Molnárné (1830–1874); 8. Mándoky Béla (1839–1918); 9. Együd István (1838–1882); 10. Dalnoki Béniné, Konti Fáni (1842–1908); 11. Vízvári Gyula (1841–1908); 12. Gerecs János (1843–1910); 13. Dalfi Lőrinc; 14. Takács Emese, Bercsényiné (1847–1914); 15. Szabó József (1814–1875); 16. Szomolnoki Erzsi, Balla Istvánné; 17. Tanner István (1828–1878); 18. Dalnoki Béni (1838–1914); 19. Foltényi Vilmos (1820–1905); 20. Zöldi Miklós (1821–1876); 21. Foltényiné, Szákfy-Szabó Amália (1830–1901); 22. Zöldiné Szabó Julianna (1812–1886); 23. Dózsa József (1815–1886); 24. Philippovits István (1822–1885)

Együd István (Pócsmegyer, 1838. február 15. – Vác, 1882. december 5.) magyar színész.

## Életrajza
Együd István 1838. február 15-én született Pócsmegyeren. Szülei földművesek voltak, kik papi pályára szánták fiukat. Együd István azonban szülei akarata ellenére 1855-ben színi pályára lépett. Miskolcon, Szegeden és Pozsonyban szerepelt eleinte, majd a Budai Népszínházban játszott Molnár György társulatában. Innen 1861-ben a debrecen-nagyváradi társulathoz került, majd 1875-től a Népszínház tagja lett.
Sokoldalú és közkedvelt, művelt, finom humorú színész volt. Vígjátéki szerepekben kiváló alakításai voltak, de bonviván, buffo és társalgási, szerelmes szerepeket is eljátszott. Egyik alapító tagja volt az Országos Színészegyesületnek, 1878-tól pedig pénztárosa volt.

## Fontosabb szerepei
- Baczur Gazsi (Gaál J.: A peleskei nótárius)
- Gáspár apó (Robert Planquette(wd): A corneville-i harangok)
- Kiskopjai (Tóth Kálmán: A király házasodik)

## Működési adatai
- 1857–59: Latabár Endre
- 1859–64: Miskolc, Szeged, Pozsony, majd Nemzeti Színház
- 1864: Szilágyi Béla, Arad